# Utva
Utva také zvaná Šingirlau nebo Čingirlau (rusky Утва, Шингирлау nebo Чингирлау) je řeka v Západokazachstánské oblasti v Kazachstánu. Je 290 km dlouhá. Povodí má rozlohu 6 940 km².

## Průběh toku
Je levým přítokem Uralu.

## Vodní režim
Zdroj vody je převážně sněhový. Vyšší vodní stav nastává na jaře, zatímco v létě místy vysychá. Průměrný roční průtok vody u obce Grigorjevka je 3,8 m³/s, maximální 227 m³/s a minimální 0,19 m³/s. Zamrzá v listopadu a rozmrzá v polovině dubna.

## Využití
Využívá se na zavlažování a zásobování vodou.